# Byggare Bob
Byggare Bob (Bob the Builder på engelska) är en figur i det brittiska animerade barnprogrammet med samma namn. Han är en byggare och hjälper folk tillsammans med sina vänner (varav några är antropomorfiska byggmaskiner). I Sverige distribuerades serien på DVD av SF Studios.
Programmet Byggare Bob sänds på SVT:s Barnkanalen.

## Persongalleri

### Huvudpersoner
- Byggare Bob, huvudperson
- Vilma, Byggare Bobs hustru
- Bonden Picklin
- Plugg, Picklins busiga fågelskrämma

### Andra personer
- Fru Perstorp
- Fröken Potts
- Inspektör Broman

## Maskiner

### Byggare Bobs maskinteam
- Skopis, gul grävlastare
- Bandis, röd bulldozer
- Menta, orange cementblandare
- Kranis, blå kranbil
- Rulle, grön ångvält
- Fyris, blå fyrhjuling
- Benny, rosa grävare
- Lyftis, lila gaffeltruck
- Skrap, blå bulldozer
- Skotis, gul snöskoter
- Lastis, röd lastbil
- Conta, ljusgrön containerlastbil

### Andra maskiner
- Grålle, en grågrön traktor (tillhör Bonden Picklin)

## Djur
- Sjabbis (en hund), även kallad Snuffy i en del avsnitt (tillhör Bonden Picklin)
- Maja, en katt (tillhör Byggare Bob)
- Sparv (en fågel)

## Avsnitt
- Avsnitt, Skiva, Nr

| - Bob dansar cowboydans, Dansar cowboydans och andra berättelser 1 - Bob gör en trumpet, Dansar cowboydans och andra berättelser 1 - Bob fyller år, Dansar cowboydans och andra berättelser 1 - Grålle målar streck på vägen, Dansar cowboydans och andra berättelser 1 - Skopis och grålle kör ikapp, Dansar cowboydans och andra berättelser 1 - Bobs överraskning, Dansar cowboydans och andra berättelser 1 - Skopis, räddaren i nöden, Skopis, räddaren i nöden och andra berättelser 2 - Nära ögat för Maja, Skopis, räddaren i nöden och andra berättelser 2 - Wilma tar över, Skopis, räddaren i nöden och andra berättelser 2 - Bob räddar igelkotten, Skopis, räddaren i nöden och andra berättelser 2 - Plugg ställer till det, Skopis, räddaren i nöden och andra berättelser 2 - Bob bygger en lada, Skopis, räddaren i nöden och andra berättelser 2 - Bandis tar ett gyttjebad, Bandis tar ett gyttjebad och andra berättelser 3 - Menta vaktar ett fågelbo, Bandis tar ett gyttjebad och andra berättelser 3 - Bob samlar sopor, Bandis tar ett gyttjebad och andra berättelser 3 - Bob har koll på klocka, Bandis tar ett gyttjebad och andra berättelser 3 - Wilmas tennisbana, Bandis tar ett gyttjebad och andra berättelser 3 - Jul hos Byggare Bob, Jul hos Byggare Bob och andra berättelser 4 - Kranis - räddaren i höjden, Jul hos Byggare Bob och andra berättelser 4 - Vilma målar om, Jul hos Byggare Bob och andra berättelser 4 - Den prydlige byggaren Bob, Jul hos Byggare Bob och andra berättelser 4 - Menta planterar trädgårdstomtar, Jul hos Byggare Bob och andra berättelser 4 - Majas frukost, Majas frukost och andra berättelser 5 - Bobs nya kängor, Majas frukost och andra berättelser 5 - Kranis med magneten, Majas frukost och andra berättelser 5 - Bobs lediga dag, Majas frukost och andra berättelser 5 - Pluggs Express-Skubb, Majas frukost och andra berättelser 5 - En välgräddad äppelpaj, Grålles släpvagn och andra berättelser 6 - Rulles lilla sköldpadda, Grålles släpvagn och andra berättelser 6 - Menta får en pangidé, Grålles släpvagn och andra berättelser 6 - Pluggs nya polare, Grålles släpvagn och andra berättelser 6 - Bandis sover över, Grålles släpvagn och andra berättelser 6 - Skopis blir boss, Menta som fågelskrämma & andra berättelser 7 - Plugg gör nya rackartyg, Menta som fågelskrämma & andra *berättelser 7 - Väck inte igelkotten, Menta som fågelskrämma & andra berättelser 7 - Vem skrämmer fågelskrämman?, Menta som fågelskrämma & andra berättelser 7 - Byggare Bobs Rock & Rull-orkester, Menta som fågelskrämma & andra berättelser 7 - Picklins svinkoja, Rulle och rockstjärnan & andra berättelser 8 - Det knyter sig för Bob, Rulle och rockstjärnan & andra berättelser 8 - Rulle och rockstjärnan, Rulle och rockstjärnan & andra berättelser 8 - En duktig detektivhund, Rulle och rockstjärnan & andra berättelser 8 - Ingen konst för Bob, Rulle och rockstjärnan & andra berättelser 8 - Grillkalas för Jenny, Skateboard-plugg o andra berättelser 9 - Kuckeli-plugg, Skateboard-plugg o andra berättelser 9 - Bandis monster, Skateboard-plugg o andra berättelser 9 - Skateboard-Plugg, Skateboard-plugg o andra berättelser 9 - Snuffy gräver ner sig, Skateboard-plugg o andra berättelser 9 - Maja stjäl showen, Maja stjäl showen & andra berättelser 10 - Faster på besök, Maja stjäl showen & andra berättelser 10 - Draken Plugg, Maja stjäl showen & andra berättelser 10 - Fågelskådning, Maja stjäl showen & andra berättelser 10 - Efter snöstormen, Maja stjäl showen & andra berättelser 10 - Bobs stora plan, Bobs Stora Plan 11 - Bob börjar om, Bobs Stora Plan 11 | - Kranis skjul, Bobs Stora Plan 11 - Menta får en walkie-talkie, Bobs Stora Plan 11 - Skopis rekryterar, Huvudet på spiken 12 - Var är Robert?, Huvudet på spiken 12 - Vilma flyttar in, Huvudet på spiken 12 - Rulles nya kompis, Huvudet på spiken 12 - En Skopis till, Huvudet på spiken 12 - Benny är tillbaks, Full fart 13 - Fyris kör off road, Full fart 13 - Pluggs halm-överraskning, Full fart 13 - Solrosoljefabriksexperten, Full fart 13 - Bandis lerhydda, Full fart 13 - Vilma fixar ett party, Full fart 13 - Fyris och hundkojan, Supersnabba Benny 14 - Bennys viktiga jobb, Supersnabba Benny 14 - Maskinmontören Plugg, Supersnabba Benny 14 - Rulles restaurang, Supersnabba Benny 14 - Deckaren Menta, Supersnabba Benny 14 - Dubbeljobbar-Grålle, Plugg Skördeman 15 - Fyris och den färgglada grottan, Plugg Skördeman 15 - Plugg skördeman, Plugg Skördeman 15 - När Bob är borta leker Robert…, Plugg Skördeman 15 - Bobs tre jobb, Plugg Skördeman 15 - Övernattning i kvarnen, Kranis kvällens stjärna 16 - Kranis, kvällens stjärna, Kranis kvällens stjärna 16 - Gaffi och pilträdet, Kranis kvällens stjärna 16 - Fyris har för bråttom, Kranis kvällens stjärna 16 - Grålle, gödsel och tropisk frukt, Kranis kvällens stjärna 16 - Skopis blir lärare, Bobs toppteam 17 - Bankar-Dunkar-Benny, Bobs toppteam 17 - Pluggs korkek, Bobs toppteam 17 - Solrosdalens Topp-Team, Bobs toppteam 17 - Monstret i Solrosdalen, Bobs toppteam 17 - Bandis konvoj, Riddare Bandis (2009) - Skopis vet allt, Riddare Bandis (2009) - Riddare Bandis, Riddare Bandis (2009) - Rulle får fågelperspektiv, Riddare Bandis (2009) - Vilmas husbåt, Riddare Bandis (2009) - Fyris klarar knipan (30 min), Fyris klarar knipan (2010) - Lyssna som Fyris, Fyris klarar knipan (2010) - Fyris levererar sjögräs, Fyris klarar knipan (2010 - När Bob blev byggare (30 min), När Bob blev byggare (2010) - När Bob är borta leker Robert, När Bob blev byggare (2010) - Bobs tre jobb, När Bob blev byggare (2010) - Grålles snurriga dag, Lastis första dag (2011) - Bandis torktunnel, Lastis första dag (2011) - Bennys jungeltrubbel, Lastis första dag (2011) - Menta blir gåbuss, Lastis första dag (2011) - Lastis första dag, Lastis första dag (2011) - Herr Bromans stora parad, Få ihop det Bob (2011) - Plugg, skogshuggaren, Få ihop det Bob (2011) - Bandis muuuumsiga mejeri, Få ihop det Bob (2011) - Rulle, den gröna katten, Få ihop det Bob (2011) - Få ihop det, Bob, Få ihop det Bob (2011) - Skrap får sig en skrapa (2011) |

## Filmer
- Riddarna klarar allt
- Byggare Bob: Ute i snön
- Byggare Bob i Vilda Västern
- Byggare Bob: Julfilmen
- Byggare Bob/Ute på jobb - Vägar och broar
- Byggare Bob/Ute på jobb - Hus och lekplatser
- Byggare Bob/De tre musketruckarna
- Byggare Bob/Ute på jobb - Skyskrapor